# Tomb of the Mutilated
Tomb of the Mutilated è il terzo album in studio del gruppo musicale statunitense Cannibal Corpse, pubblicato il 22 settembre 1992 dalla Metal Blade Records.
Per la terza volta il disco non venne distribuito in Germania a causa della copertina: essa mostra una scena di sesso orale tra due zombie, uno dei quali è tranciato a metà, mentre l'altro ha il petto e lo stomaco aperti. Fu pubblicata anche una versione con la copertina censurata. Da molti è considerato il capolavoro della band.

## Tracce
1. Hammer Smashed Face – 4:04
2. I Cum Blood – 3:42
3. Addicted to Vaginal Skin – 3:32
4. Split Wide Open – 3:02
5. Necropedophile – 4:06
6. The Cryptic Stench – 3:57
7. Entrails Ripped from a Virgin's Cunt – 4:16
8. Post Mortal Ejaculation – 3:37
9. Beyond the Cemetery – 4:53

### Traccia bonus versione rimasterizzata
1. I Cum Blood (live) – 4:55

## Formazione
- Chris Barnes - voce
- Jack Owen - chitarra
- Bob Rusay - chitarra
- Alex Webster - basso
- Paul Mazurkiewicz - batteria